# A D10s le Pido
A D10s le Pido es la segunda maqueta del grupo de rap valenciano Los Chikos del Maíz. La maqueta está dedicada al exfutbolista argentino Diego Armando Maradona, donde se le aprecia al exjugador en la portada del sencillo y se le homenajea en la canción "A D10s le pido".

## Lista de canciones
1. SOS Mc's de combate
2. A D10s le pido
3. Spain is different